# Szent György-plébániatemplom (Esztergom)
A római katolikus Szent György-templom Esztergom-Szentgyörgymező plébániatemploma. A 48-as tér 1. szám alatt áll, műemléki épület.

## Története
A ma álló templom elődje, a Szent György prépostsági templom a török elleni harcokban semmisült meg. Az 1732. évi visitatio canonica szerint az épület alapjai még mindig álltak. A mai templomot a középkori romok anyagának felhasználásával (Sóvári) Kellió Miklós kanonok kezdte építtetni 1731-ben, de gróf Csáky Miklós esztergomi érsek fejezte be 1755-ben. Ekkor még csak évente egyszer mondtak szentmisét a körmenetek alkalmával. 1785-ben Draveczky Ferenc kanonok, szentgyörgymezei prépost költségén felújították. Batthyány József 1796-ban vásárolta meg a templom előtti házat, amit 1800-ban nyilvánították plébániának. A templomtornyot 1836-ban újjáépítették, a mellékoltárok 1841-ben készültek, 1856-ban ismét felújították, 1881-ben pedig új toronysisakot is kapott Simor János jóvoltából. A plébánia területén Simor árvaházat, óvodát, iskolát is alapított. 1900-ban megint renoválták a templomot. 1916. április 16-án négy harangját és a lélekharangot rekvirálta a hadsereg ágyúöntési célzattal. Pótlásukra gyűjtést szerveztek a szentgyörgymezőiek körében, aminek végeredménye 60 ezer korona lett. Az új harangok 1926. augusztus 22-ére készültek el. A 444, 274 és 200 kilogrammos harangok felszentelését Csernoch János végezte. A tetőt 1921-ben javították ki, 1956-ban újrafestették, 2007-ben pedig ismét felújították a templomot.

## Leírása
Az egyhajós barokk templom a városrész „főterén”, a 48-as téren szabadon álló épület. Kétszakaszos hajója csehsüveg boltozatú, a szentély szintén csehsüveg boltozattal és félkupolával fedett. Ajtaja felett egy félköríves fülkében, Szent József szobra áll. A bejárati oldalon áll a falazott orgonakarzat. A torony a homlokzatából kiugró, pilaszterekkel tagolt. Mára az 1883-ból származó falfestésnek csak töredékei látszanak. Ezeket Jakobey Károly, Szirmai Antal és Glötz Ágoston készítették. Az oltár Horváth Antal asztalos és Neumayer Károly keze munkáját dicséri ugyanabból az évből. A templom mellett van a város egyetlen második világháborús emlékműve, rajta a szentgyörgymezői áldozatok nevével.
A plébánia területéhez tartozik a Keresztelő Szent János-kápolna és a Miklósffy-kápolna a szentgyörgymezezői temetőben. az egyházközség lakosainak száma 5000 fő, a hívek száma 4000 fő.

## Galéria

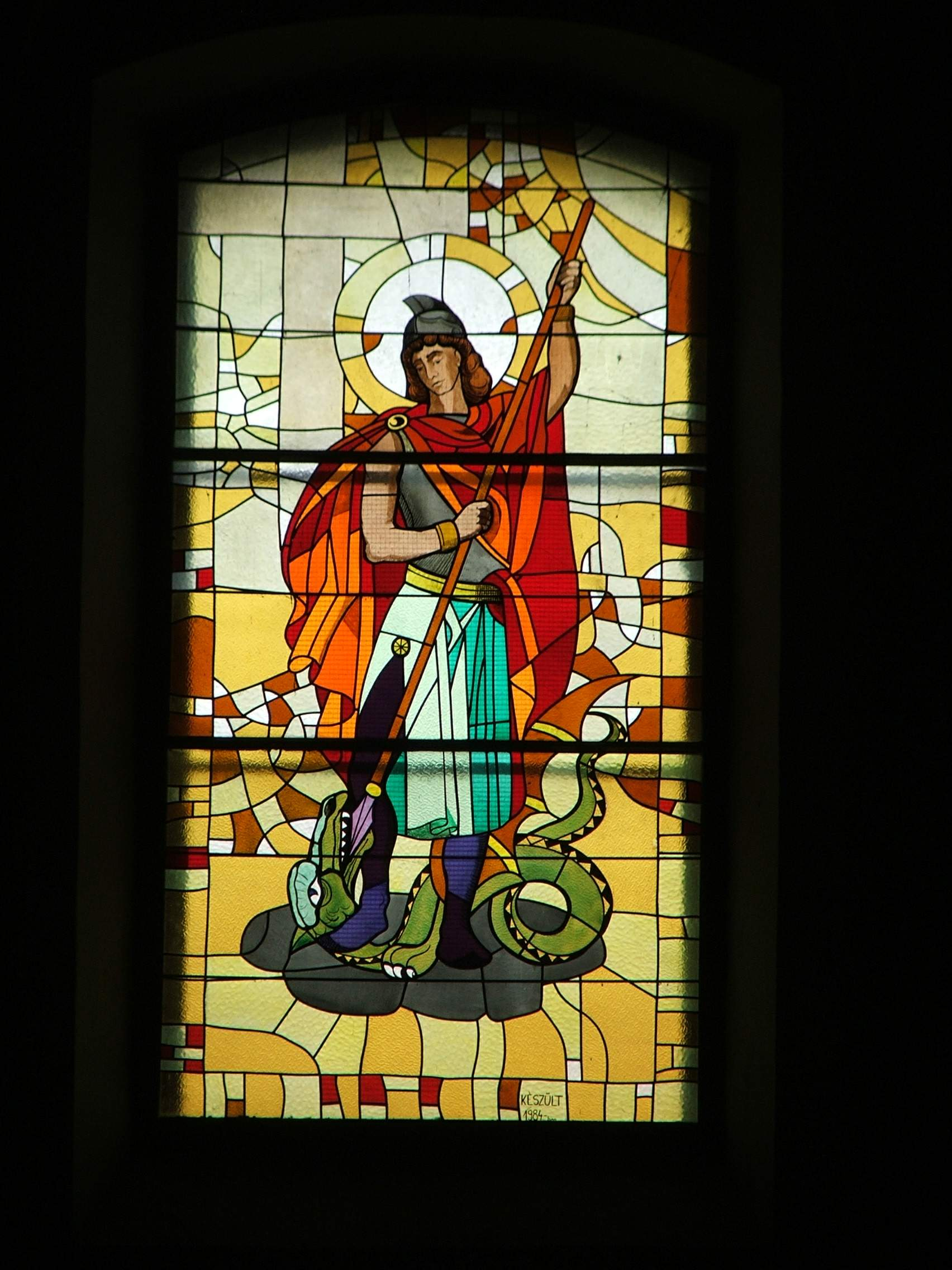
A templom ablaka
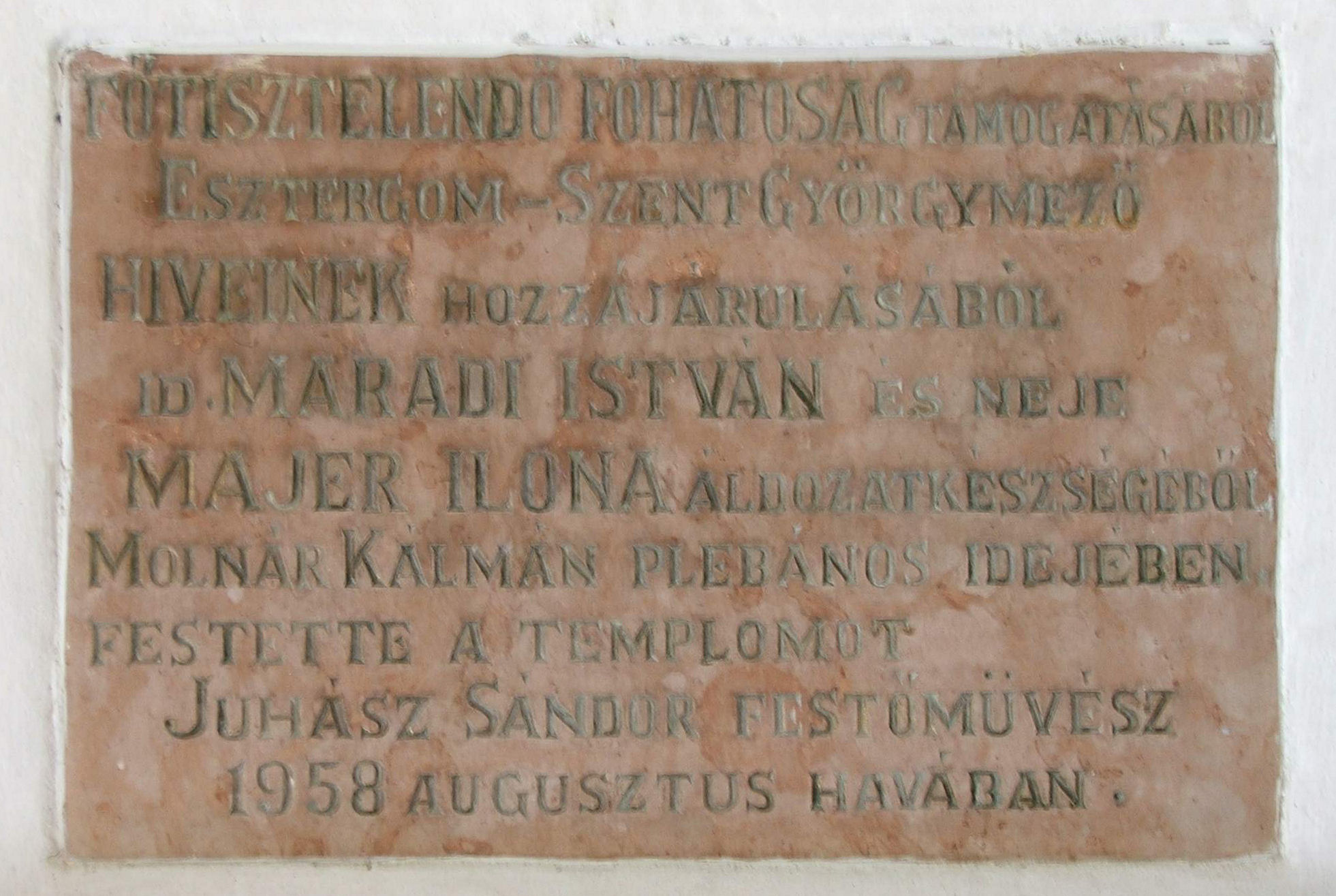
Emléktáblák a templomban
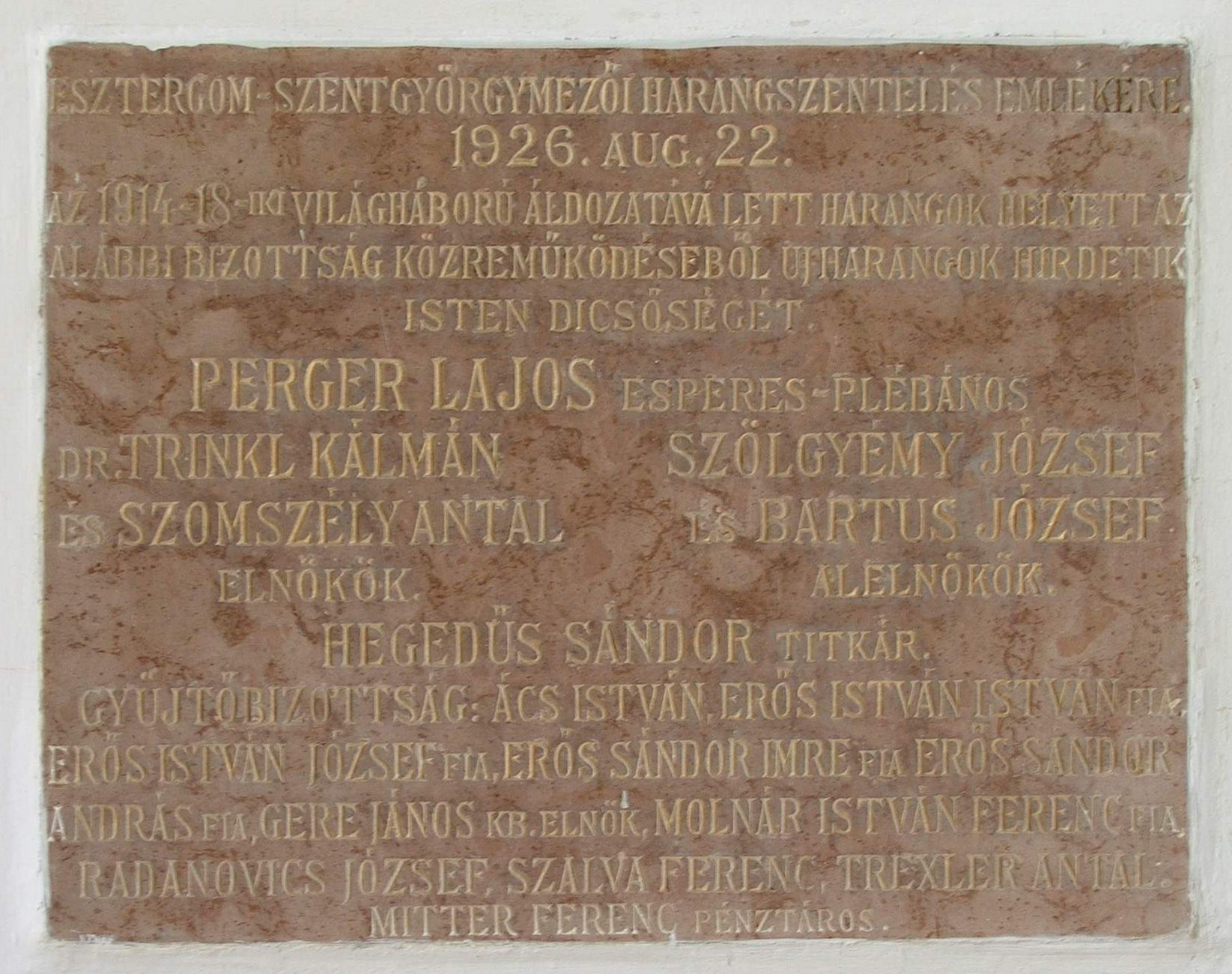
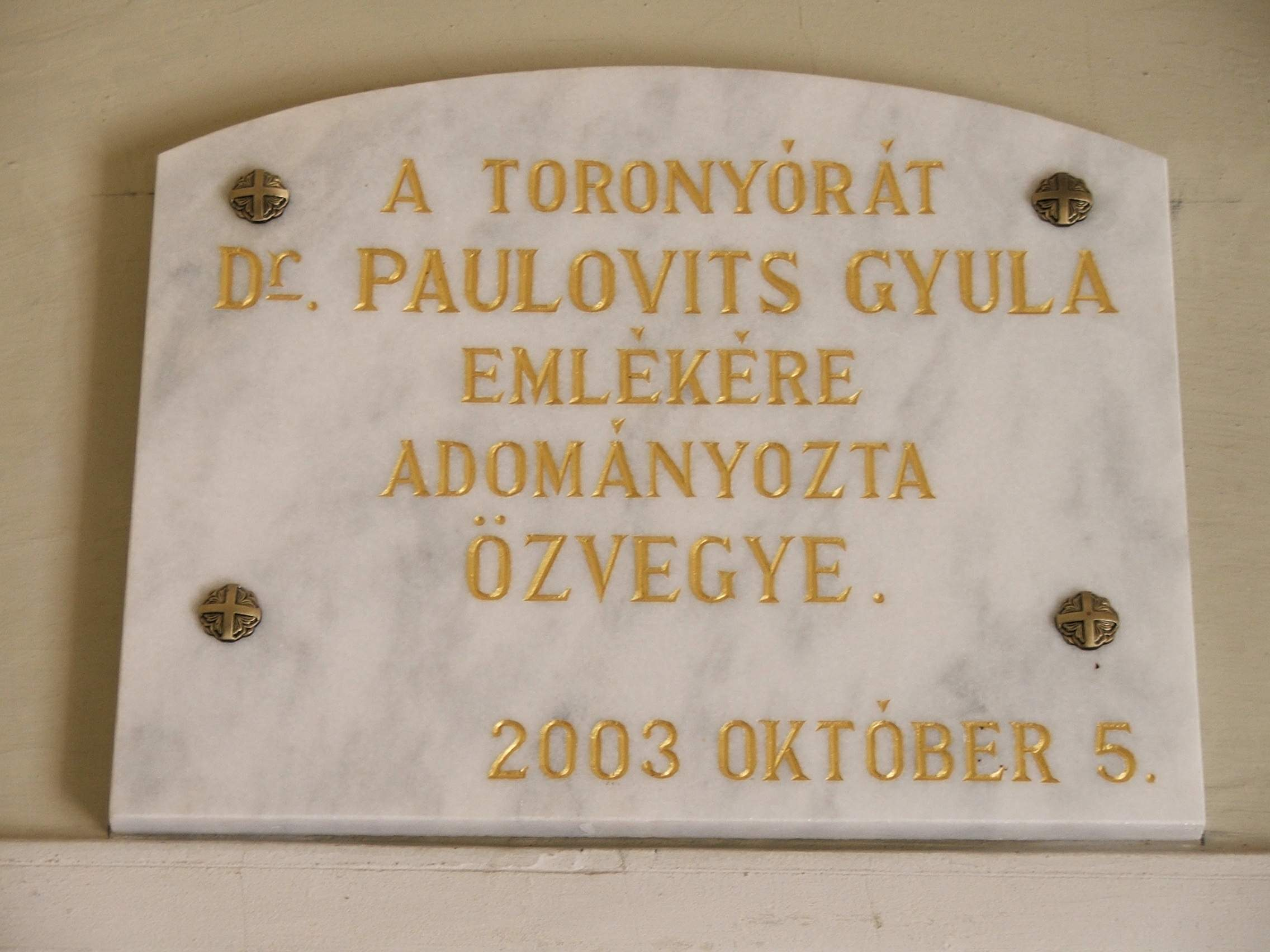